# Godshuis de Vijf Wonden

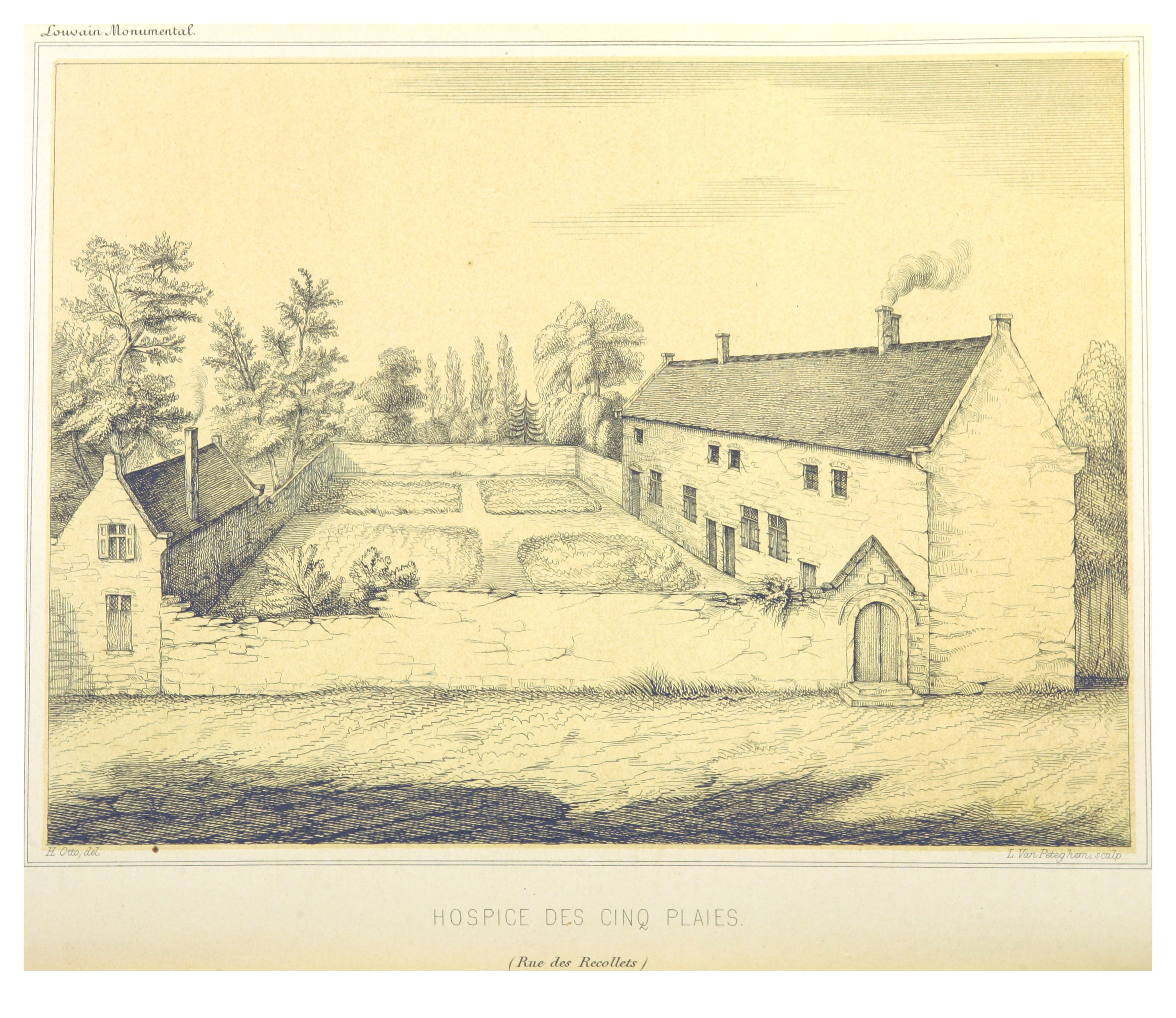
Godshuis de Vijf Wonden

Het Godshuis de Vijf Wonden (1608-1813) was een bejaardenhuis in Leuven (België), in de Zuidelijke Nederlanden. Het bevond zich in de Minderbroedersstraat, naast het Anatomisch theater van de oude universiteit.

## Historiek
Catherine Pypelaers (gestorven 1608) was de weduwe van Philippe Swerius, professor in de rechten aan de oude universiteit van Leuven. Zij stichtte een godshuis in Leuven, bestemd voor de huisvesting van vijf bejaarde vrouwen. Zij kregen bovendien wekelijks een vaste som voor hun onderhoud. Ze waren verplicht steeds samen in het godshuis te wonen. De naam van het godshuis verwijst naar de vijf kruiswonden van Jezus.
Het Franse bewind in Leuven liet het Godshuis slopen (1813) en verkopen.